# 에밀리오 크루스
에밀리오 크루스 롤단(스페인어: Emilio Cruz Roldán, 1951년 1월 24일, 마드리드 주 마드리드 ~)은 스페인의 전직 축구 선수이자 감독이며, 현재 사업가이다.

## 축구 경력
마드리드 출신인 크루스는 1986년에 토메요소에서 축구에 입문해, 2년 뒤에 아틀레티코 마드리드에 입단했다. 처음에 2군을 지휘했던 그는 1990년에 하비에르 클레멘테 감독의 수석 코치로 임명되었다.
1990년 1월, 크루스는 라 리가의 라요 바예카노 감독으로 취임했지만, 시즌 끝에 총 13경기 중 3경기에서만 승정 3점을 추가하는 데에 그쳐서 강등당했다. 톨레도에서 2년을 보낸 그는 알레티(Atleti)로 복귀해 1993년 11월 11일에 1군 감독으로 취임했다.
크루스는 8경기를 맡는 동안 1승에 그쳤고, 후임으로 호세 루이스 로메로 감독이 취임했다. 그는 이어서 헤타페 감독이 되었고, 톨레도, 레반테, 오우렌세, 그리고 카디스 감독을 차례로 역임했지만, 모두 한 시즌도 채우지 못했다. 그는 발렌시아 연고 구단을 이끌고 단 5경기만을 지휘했는데, 소속 구단은 그 기간 동안 승점 1점도 추가하지 못했다.
크루스는 이후 축구계를 떠나, 사업자로서의 업무에 집중했고, 감독 시절에 비센테 칼데론의 경비를 맡던 자신의 업체에 집중했다.